# 利替培南
利替培南是一种青霉烯类抗菌剂。利替培南由田边三菱制药以利替培南酯（Ritipenem acoxil）前药形式生产，可以口服给药。截至2008年，它尚未在美国获得FDA批准。